# Lysippus van Sicyon

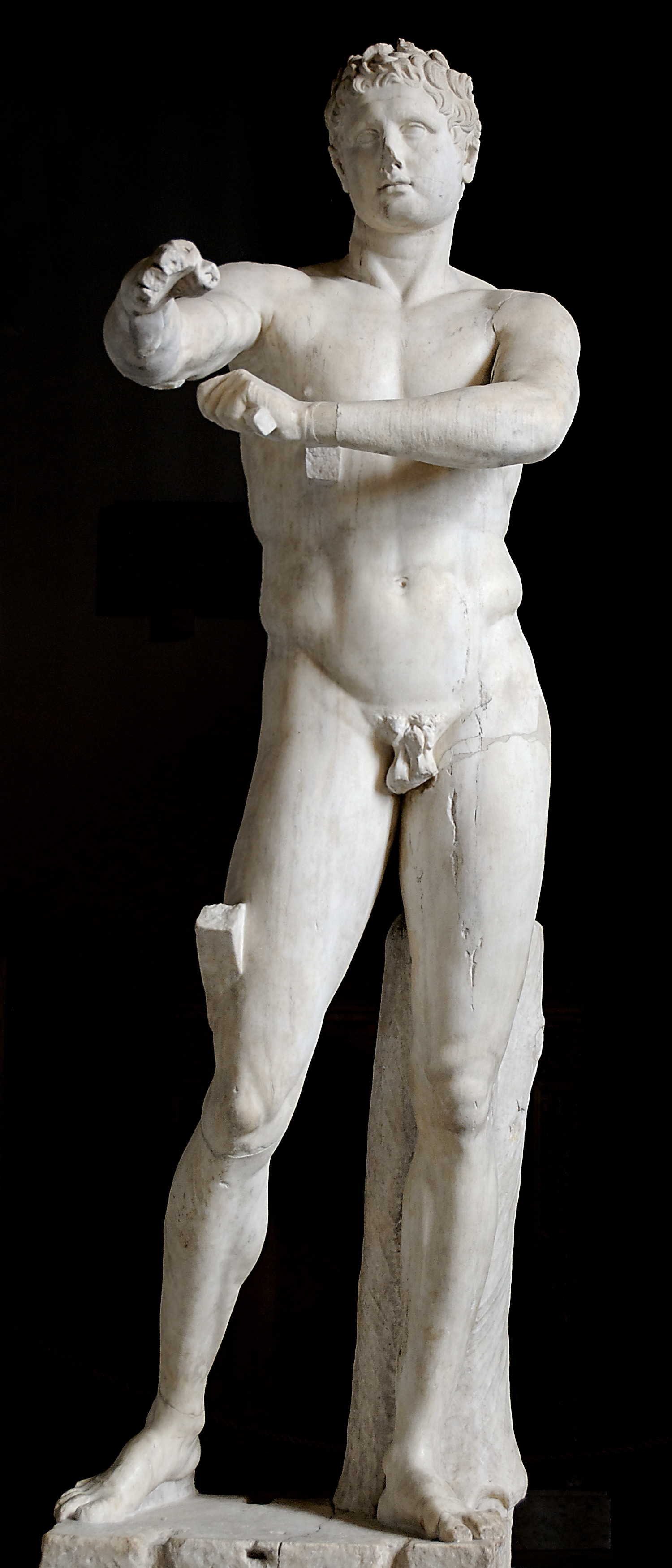
Een Romeinse kopie van Apoxyomenos door Lysippos

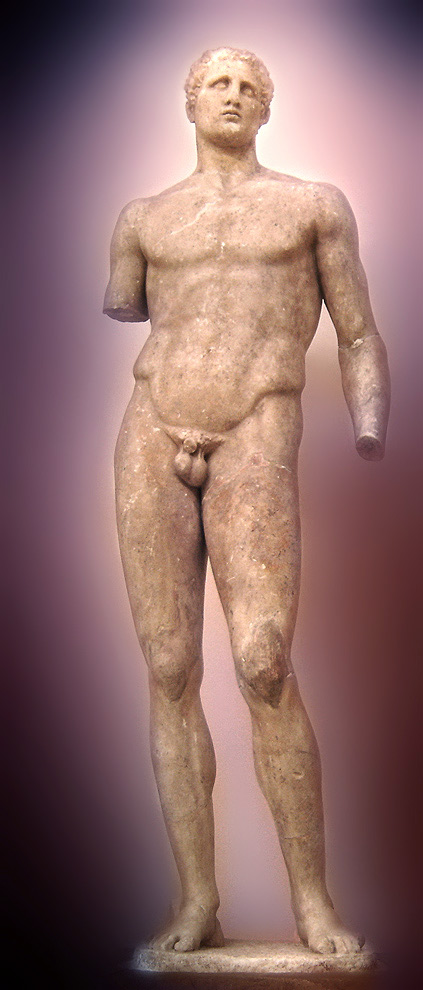
Een kopie van Hagias van Farsalos door Lysippos

Lysippos (Oudgrieks: Λύσιππος) of Lysippus (Latijn) van Sikyon, een stad in de regio van Korinthe, was een Griekse beeldhouwer uit de 4e eeuw v.Chr. Hij was de bekendste beeldhouwer van de Peloponnesos in die periode. Over zijn leven is weinig bekend. Het is vooral beschreven door Plinius in zijn Naturalis historia, waarin hij beweerde dat Lysippos eerst als kopersmid aan het werk was geweest. Lysippos wordt gezien als een van de belangrijkste kunstenaars van de vierde eeuw v.Chr., naast Skopas en Praxiteles.

## Een productief beeldhouwer
De precieze geboorte- en sterfdatum van Lysippos is niet bekend. Hij was waarschijnlijk werkzaam tussen ongeveer 370 en 310 v.Chr., en had ook in zijn eigen tijd al veel bekendheid verworven. Zo was hij de hofbeeldhouwer van Alexander de Grote, en samen met de hofschilder Apelles de enige die het portret van Alexander mocht vervaardigen. Het zou verder ook Lysippos geweest zijn die het Alexanderportret geschapen zou hebben, en dit zou een grote invloed hebben uitgeoefend doorheen de volgende eeuwen.
Lysippos vervaardigde zijn beelden uitsluitend in brons en hij zou enorm productief geweest zijn: de overlevering wil dat hij 1500 beelden maakte. We beschikken echter over geen enkel origineel dat de tand des tijds heeft doorstaan. Lysippos' werken zijn enkel bekend door Romeinse kopieën, en die konden nogal eens afwijken van het origineel. De voornaamste bronnen waar we over beschikken, zijn een aantal klassieke auteurs die Lysippos en/of zijn werk beschrijven, zoals Plinius de Oudere in zijn Naturalis historia.

## Autodidact
Sommigen zien Lysippos als een groot hervormer en vernieuwer van de Griekse kunst. Anderen menen dat in zijn kunst elementen van verschillende kunstenaars vervat zijn. Eigenaardig is dat Lysippos, die begonnen zou zijn als kopersmid, volgens Plinius geen meester had (wat nog bijdroeg aan zijn reputatie). Hij zou een autodidact geweest zijn en beschouwde, zo vertelt Plinius in zijn Naturalis historia (xxxiv, 61-65), de Doruphoros van Polykleitos als zijn leermeester. Verder haalde hij inspiratie bij de schilder Eupompos die, gevraagd naar zijn voorbeelden, antwoordde dat men niet de vroegere meesters moest imiteren, maar de natuur zelf. Op dezelfde lijn kan ook Lysippos geplaatst worden, die dan ook soms betiteld werd als zijnde een naturalist of realist, want zijn werk beantwoordde aan een natuurlijke werkelijkheid en verschijningsvorm, bewerkstelligd door een streven naar licht & schaduw en zachte overgangen in plaats van naar vaste plastische vormen. Wel kan uit de werken van antieke schrijvers afgeleid worden dat Polykleitos en Euphranor een invloed hebben gehad op het werk van Lysippos. Euphranor maakte een studie over proportionele verhoudingen, en deze moet zeker invloed hebben gehad op Lysippos. De invloed van Skopas op het werk van Lysippos is wel zeer duidelijk: er zijn heel wat gelijkenissen in hun stijl te vinden. Voorts werd hij waarschijnlijk ook beïnvloed door de Attische school, wiens beelden slanker waren dan die van Polykleitos.
Lysippos zette zich af tegen het 'idealisme' van de vroegere meesters die de ideale verhoudingen als het ware wiskundig berekenden. Hij wilde niet weergeven hoe iets was maar hoe het zich voordeed. Hij wilde een directe transcriptie van de observatie verwezenlijken (cf. de Apoxyomenos), een transcriptie van de natuur. Hierin verschilt hij bijvoorbeeld van Polykleitos. Niettegenstaande zijn vernieuwingen werkte Lysippos in de traditie van de toen bestaande canon (vandaar ook dat hij de Doruphoros van Polykleitos als een meesterwerk betitelde). Er is zelfs beweerd dat hij een rechtstreeks product van de school van Polykleitos zou zijn, dit op basis van zijn Hagias van Farsala, waarvan een kopie is bewaard te Delphi.

## "Laatste klassieke beeldhouwer"
Lysippos wordt meestal geplaatst op de overgang tussen de klassieke en hellenistische periode. Door sommigen wordt hij de laatste klassieke beeldhouwer genoemd. Anderen stellen dan weer dat hij de hellenistische periode en het Griekse realisme inluidde. In elk geval behoorde hij samen met Skopas van Paros en Praxiteles tot de drie grootste beeldhouwers van de 4e eeuw v.Chr. Van dit drietal zou Lysippos de meest invloedrijke en vernieuwende kunstenaar geweest zijn. Er worden hem immers een aantal vernieuwingen toegeschreven. Hij voerde een gewijzigd proportieschema in: de hoofden van de beelden maakte hij kleiner, de lichamen slanker, de benen langer en het geheel werd verfijnder, meer in detail uitgewerkt (bv. het haar). Drie stijlkenmerken werden hem al door auteurs in de oudheid toegedicht: symmetria (uitgebalanceerde verhoudingen), rhythmos en akribeia (accuraatheid van modellering). Verder creëerde hij ook voor het eerst in de ontwikkeling van de beeldhouwkunst diepte bij de conceptie van zijn beelden (cf. de Apoxyomenos) en werd de overzichtelijkheid uit één punt losgelaten. Het beeld komt helemaal vrij van een achtergrond en architectonische omlijsting. Ook werd Lysippos’ stijl een schilderachtige behandeling en een natuurlijke vrijheid van beweging toegeschreven. Daarbij kwam nog dat hij de plastische rust van zijn voorgangers verving door een vage onrust die zich onder andere uitte in de behandeling van het vlees en het haar. Hier en daar wordt de vernieuwende kracht van Lysippos wel gerelativeerd en stelt men dat in zijn beelden de som van vroegere verwezenlijkingen vervat zit, aangevuld met eigen nuances en stijlkenmerken. Ook stelt men soms dat hij de rechtstreekse, consequente ontwikkeling van de Griekse beeldhouwkunst afgesloten heeft.

## Alexanderportretten
Hij werkte aan het hof van Alexander en was de enige beeldhouwer die portretten van de koning mocht maken. Deze portretten, maar ook die van anderen, probeerde hij zo natuurgetrouw mogelijk te maken. Van zijn Alexanderportretten is geen origineel werk overgebleven, maar de Azaraherme schijnt een zeer getrouwe Romeinse kopie te zijn. Zijn portretkunst zou een grote invloed hebben op de kunst in de volgende eeuwen. Hij had oog voor de kleinste details, zoals het levendig weergeven van het haar, wat echter in de kopieën niet meer zichtbaar is. Voorts maakte hij omvangrijke composities van Alexander, zoals bijvoorbeeld een reusachtig gedenkteken dat Alexander uitbeeldde met ruiters en infanteristen in de Slag aan de Granikos, of een bronzen groep die de koning tijdens een gevaarlijke leeuwenjacht voorstelde. Deze zijn slechts via de literatuur tot ons gekomen.

## Toeschrijvingen
Talloze werken zijn toegeschreven aan Lysippos, meer dan hij er ooit zou hebben kunnen maken. Daarom probeert men altijd een onderscheid te maken tussen de werken die (vrijwel) zeker van zijn hand zijn, en werken die zijn stijlkenmerken en invloeden vertonen. Slechts weinig beelden (en dan zijn het nog Romeinse kopieën) kunnen met enige zekerheid aan Lysippos zelf toegeschreven worden.
- Het belangrijkste en misschien wel meest vernieuwende daaronder is de Apoxyomenos. Dit beeld van een jongeling die met een strigilis het stof van het palaistra van zijn lichaam schraapt, dateert van ongeveer 330 v.Chr. en toont duidelijk de eigen stijl van Lysippos. Dit is het enige werk dat door middel van overlevering met volledig zekerheid aan de kunstenaar kan worden toegeschreven. Het beeld verschilt duidelijk van het werk van Polykleitos in dit opzicht dat de verhouding hoofd-lichaam één zevende was in plaats van één achtste. Voorts maakte Lysippos het lichaam slanker en verfijnder. Wat zeer vernieuwend was aan zijn Apoxyomenos is de positie van de armen. De gestrekte arm verplicht het publiek rond het beeld te wandelen om de volledige actie van de atleet te begrijpen. De gehele houding zorgt ervoor dat het beeld levendig en beweeglijk overkomt. De Apoxyomenos van Lysippos toont niet zozeer een lichaam dat in ieder onderdeel juist is, maar eerder één dat beantwoordt aan de natuurlijke werkelijkheid van hoe het lichaam overkomt wanneer het zich beweegt. Lang werden Griekse beelden opgebouwd in een vlak, om vanuit één perspectief te bekijken. De Apoxyomenos toonde zijn schoonheid vanuit eender welk perspectief. Op basis van de Apoxyomenos heeft men Lysippos' stijlkenmerken gedefinieerd.
- Verder kan de Hagias van Farsalos van Delphi ook aan hem toegeschreven worden. Dit beeld dateert waarschijnlijk uit het begin van zijn carrière: het vertoont immers nog een zeker idealisme, en Lysippos bereikte hier nog niet de eigenheid die de Apoxyomenos uitstraalt.
- De Herakles is ook een bekend werk van Lysippos, en het enige werk in Magna Graecia. Er bestaan twee goede kopieën van dit beeld.

Andere godenfiguren die met zekerheid aan Lysippos kunnen toegeschreven worden, zoals de Zeus, zijn niet bewaard gebleven. De Zeus is alleen bekend van een afbeelding op een munt van Sikyon. Voorts vervaardigde Lysippos de Kairos en de Poseidon Isthmios, de jongeling met het linkerbeen op een steen, de rustende Hermes, Hermes die zijn sandaal knoopt, en de boogspannende Eros. Lysippos zou ook een groot aantal beelden van triomferende atleten hebben gemaakt, maar deze zijn evenmin bewaard gebleven.
Plinius vermeldt verder de Leeuwenjacht van Delphi en een beeld van Hephaestion. Daarnaast zijn nog heel wat andere beelden gevonden die dezelfde stijlkenmerken vertonen als de Apoxyomenos of Lysippos' Heraklesfiguren, maar slechts weinig beelden kunnen met zekerheid aan Lysippos zelf toegeschreven worden. Het is wel duidelijk dat hij een sterke invloed op andere beeldhouwers heeft gehad.

## Invloed
De reden waarom er zoveel beelden aan Lysippos gelinkt worden, is vermoedelijk dat zijn stijl een enorme navolging kende. Lysippos zou een school opgericht hebben, waartoe ook zijn drie zonen (Euthykrates, Boëdas en Daippos) behoorden. Samen met nog andere leerlingen, waaronder de bekende Chares, Eutychides en Phanis, vormden ze de school van Lysippos. Deze school zou gedurende de hele 3e eeuw v.Chr. een heel grote invloed hebben uitgeoefend, niet in het minst op de scholen van Pergamon en Rhodos. Van de school van Lysippos zijn onder andere de Biddende jongen en de Atleet uit Efenos. Bekende werken van zijn leerlingen zijn de Kolos van Rhodos van Chares (een van de zeven wereldwonderen in de oudheid), de worstelaarsgroep van Florence, de stadsgodin van Antiochië van Eutychides en het Meisje uit Antium van Phanis. In deze werken zijn de stijlkenmerken van Lysippos duidelijk aanwezig, wat het soms moeilijk maakt om de werken aan de juiste kunstenaar te linken. Zijn school zou doorheen de heel 3e eeuw v.Chr. een grote invloed hebben uitgeoefend.
- Biblioteca Nacional de España: XX953411
- Bibliothèque nationale de France: cb12111420s (data)
- Gemeinsame Normdatei: 118833499
- International Standard Name Identifier: 0000 0004 0228 6671
- KulturNav: 258ab74d-91cb-4880-82e8-b3907e959664
- Library of Congress Control Number: n85229154
- Nationale Bibliotheek van Israël: 987007304040805171
- Nationale Bibliotheek van Polen: a0000002277153
- Nederlandse Thesaurus van Auteursnamen: 084842288
- RKD-Nederlands Instituut voor Kunstgeschiedenis: 307374
- Système universitaire de documentation: 029499992
- Union List of Artist Names: 500012332
- Virtual International Authority File: 297421082
- WorldCat: E39PBJkp438kJJcCfj6Tycbrv3